# 卡尔曼县
卡尔曼县（英語：Cullman County）是位于美国亚拉巴马州北部的一个县，县治卡尔曼。根据美国人口调查局2000年统计，共有人口77,483，其中白人占96.81%。

## 地理
该县西南部是渔获丰富的路易斯斯密斯湖。